# Sing si lip yan
Sing si lip yan (chinês tradicional: 城市獵人; Sing si lip yan) é uma co-produção nipo-honconguês de 1993, escrito e dirigido por Wong Jing, estrelado por Jackie Chan, Joey Wong, Kumiko Goto e Chingmy Yau. O filme é uma adaptação cinematográfica do mangá City Hunter de Tsukasa Hojo. O filme foi lançado em Hong Kong em 14 de janeiro de 1993. Essa é a segunda adaptação cinematográfica do mangá, em 1991 o filme Saviour of the Soul, os personagens de City Hunter, mas com um enredo consideravelmente diferente.

## Sinopse
Ryo Saeba (conhecido como "City Hunter"), é um detetive particular e um grande mulherengo. É contratada para encontrar Shizuko Imamura, filha de um CEO de um proeminente jornal japonês, para desepero de sua ajudante Kaori Makimura, a sobrinha de seu melhor amigo e parceiro, morto a alguns anos. Ryô investiga e consegue encontrá-la em no navio de cruzeiro, o Fuji Maru, mas o barco é subitamente sequestrado por piratas.

## Elenco
- Jackie Chan como Ryo Saeba
- Joey Wong como Kaori Makimura
- Leila Tong como Kaori quando criança
- Kumiko Goto como Shizuko Imamura
- Chingmy Yau como Saeko Nogami
- Carol Wan como amiga de Saeko
- Leon Lai como Kao Ta
- Pal Sinn como Rocky Dung
- Lo Wai-kwong como Chen Ta-wen
- Eric Kot como DJ Hard
- Jan Lam como DJ Soft
- Richard Norton como o Coronel Donald "Don Mac" MacDonald
- Gary Daniels como o capanga de Kim/MacDonald

## Produção
O filme é uma co-produção Hong Kong e Japão, visando o público japonês. Jackie Chan já disse em algumas oportunidades que não gostou do resultado final do filme, principalmente pelo curto tempo para filmagem, foram cinquenta e quatro dias, de 9 de março a 2 de maio de 1992, o que teria afetado as cenas de lutas.
Jackie Chan tem um contrato de patrocínio com a Mitsubishi Motors que resultou no aparecimento de carros Mitsubishi em vários dos seus filmes, inclusive em City Hunter Entre os vários carros da empresa que se pode ver no filme, estão o Mitsubishi Diamante, Mitsubishi HSX, Mitsubishi Lancer, Mitsubishi mR.1000 e Mitsubishi Sapporo, entre outros.
Como de costumes nos filmes de Jackie Chan, a coordenação de dublês e das cenas de lutas ficou a cargo do seu próprio grupo, o Jackie Chan's Stuntmen Association. Segundo o seu livro I Am Jackie Chan: My Life in Action, Chan deslocou o ombro durante a produção.
A primeira parte da perseguição de skate do início do filme foi filmada na Praça Olímpica do Hong Kong Park, Victoria Park e na ponte de pedestres que leva ao Three Garden Road, Central (antigo Citibank Plaza), aonde durante a cena de perseguição, Jackie Chan torceu o tornozelo ao pular em um skate. Após a lesão, o skatista profissional Rick Ibaseta vestiu uma fantasia parecida com Chan e realizou o restante da cena. Em outras cenas de acrobacias de skate, Miguel Rosales, Hudson Chang e Rocky Lai foram os dublês de Jackie Chan.
O Coronel MacDonald (Richard Norton) usa uma versão modificada da pistola Beretta 93R, conhecida como "Auto-9" - a mesma pistola originalmente construído para o protagonista título do filme de 1987 RoboCop.
Houve restrições de tempo na preparação do filme para lançá-lo a tempo para seu lançamento no Ano Novo Chinês. Perto do final das filmagens, alguns takes da cena final, a luta de Jackie e Richard Norton, tiveram que ser filmadas com um dublê para economizar tempo em refilmagens.
A música tema City Hunter, com letra e música de Huang Wei e aranjos de Dai Lemin, é interpretada por Jackie Chan.

## Dublagem brasileira
- Estúdio: Engedix
- Locução: Marco Antonio Abreu
- Tatá Guarnieri como Ryo Saeba
- Ivo Roberto como Kim, o escudeiro do MacDonald
- Júlia Castro como Saeko Nogami
- Lene Bastos como Shizuko Imumura
- Luiz Laffey como Donald "Don Mac" MacDonald
- Dado Monteiro como DJ Soft; Hideyuki Makimura
- Fritz Gianvito como Comissário de Bordo do Cruzeiro; Kao Ta
- Ricardo Sawaya como Rocky Dung
- Sidney Lilla como Chen Ta-wen; Koji Imamura
- Yuri Chesman como DJ Hard; Vincent Vu

## Box office
Em Hong Kong, o filme arrecadou HK$ 30.762.782,00 (US$ 4 milhões)), tornando-se o quinto filme de maior bilheteria de 1993. No Japão, o filme rendeu 561 milhões de ienes (US$ 7.03 milhões) em receita de distribuição.
Em Taiwan, o filme arrecadou NT$ 46.360.950, (US$ 2 milhões) tornando-se o 9º filme de maior bilheteria de 1993. Na Coréia do Sul, o filme arrecadou US$ 3.72 milhões. Combinado, o filme arrecadou um total de aproximadamente US$ 17 milhões na Ásia Oriental.